# Günther Kretzschmar
Günther Kretzschmar (* 4. Februar 1929 in Hohenstein-Ernstthal; † 24. Januar 1986 in Bremen) war ein deutscher Kirchenmusiker, Hochschullehrer und Komponist.

## Biografie
Kretzschmar studierte von 1948 bis 1953 Musik in Leipzig und Halle, war von 1954 bis 1959 Kirchenmusiker in Torgau (Johann-Walther-Kantorei) und von 1959 bis 1977 Kirchenmusiker in Bremen.
Ab 1977 lebte er als freischaffender Komponist in Bremen, war seit 1959 freier Mitarbeiter bei Radio Bremen sowie Leiter des Bremer Kinderchores und des Chores der Bremer Jugendmusikschule.
Als Seminarleiter im In- und Ausland sowie als Lehrbeauftragter für Musik an der Universität Bremen wirkte er als Multiplikator im Bereich der Jugendmusikerziehung. Kretzschmar setzte sich für eine Integration des Faches Kinderchorleitung in die Hochschulausbildung des Studienganges Kirchenmusik ein. Er hat sich (nach Carl Orff) vor allem um die Musik für Kinder verdient gemacht.
Seine geistlichen und weltlichen Kantaten und seine zahlreichen Lieder für Kinder (viele nach Texten von James Krüss) gehören zum festen Repertoire der Chöre und Kinderchöre in Deutschland. Seine Frau, Helga Kretzschmar, schuf die Choreografien für seine Werke.
Kretzschmar war Herausgeber der Sammlung Der Kinderchor beim Hänssler Verlag (jetzt Carus-Verlag).

## Kantaten (Auswahl)
| - Alles hat seine Zeit (1979) - Das Hemd des Glücklichen (1983) - David und Goliat (hg. 1970) - Der blinde Bettler - Der Hasenkalender (hg. 1977) - Der Seekrebs von Mohrin (1977) - Die Bremer Stadtmusikanten - Die große Flut (1964) | - Geboren im Jahre null (hg. 1975) - Max und Moritz, Text: Wilhelm Busch (hg. 1970) - Plisch und Plum, Text: Wilhelm Busch - Der Rattenfänger von Hameln (1965) - Die Schildbürger - Till Eulenspiegel - Vom neugierigen Hähnchen (hg. 1989) - Münchhausen |

## Liedsammlungen (Auswahl)
- Achtzehn Meilen hinter Krakau
- Die Schlange Serpentina
- In der Steppe Urungu (hg. 1970)
- Jauchzet dem Herrn
- Musik im Gottesdienst (hg. 1979)
- Rambamburu (hg. 1983)
- Senorita, komm zum Tanz
- Ting, tang, tonung (Möseler, Wolfenbüttel 1984)

## Chorwerke (Auswahl)
- Herr, wohin sollen wir gehen. Motette für vierst. gem. Chor (1980)
- Mache dich auf, werde licht. Kleines geistliches Konzert für Chor und Instrumente (Carus 1992)

## Instrumentalwerke (Auswahl)
- Concertino für Orgel und drei Pauken (hg. 1979)
- Duettino für zwei Gitarren (hg. 1979)
- Concerto für Klarinette und Orgel (1982)
- Dialog für zwei Orgelspieler (hg. 1988)
- Musik für Flöte und Orgel (1984)
- Alles hat seine Zeit für Soli, Blechbläser und Streicher (ca. 1980/81)
- Interna 1 & 2 für großes Orchester (UA ca. 1982 in Bremen. Bremer Philharmoniker, Ltg. Peter Schneider)